# Tropomiosina

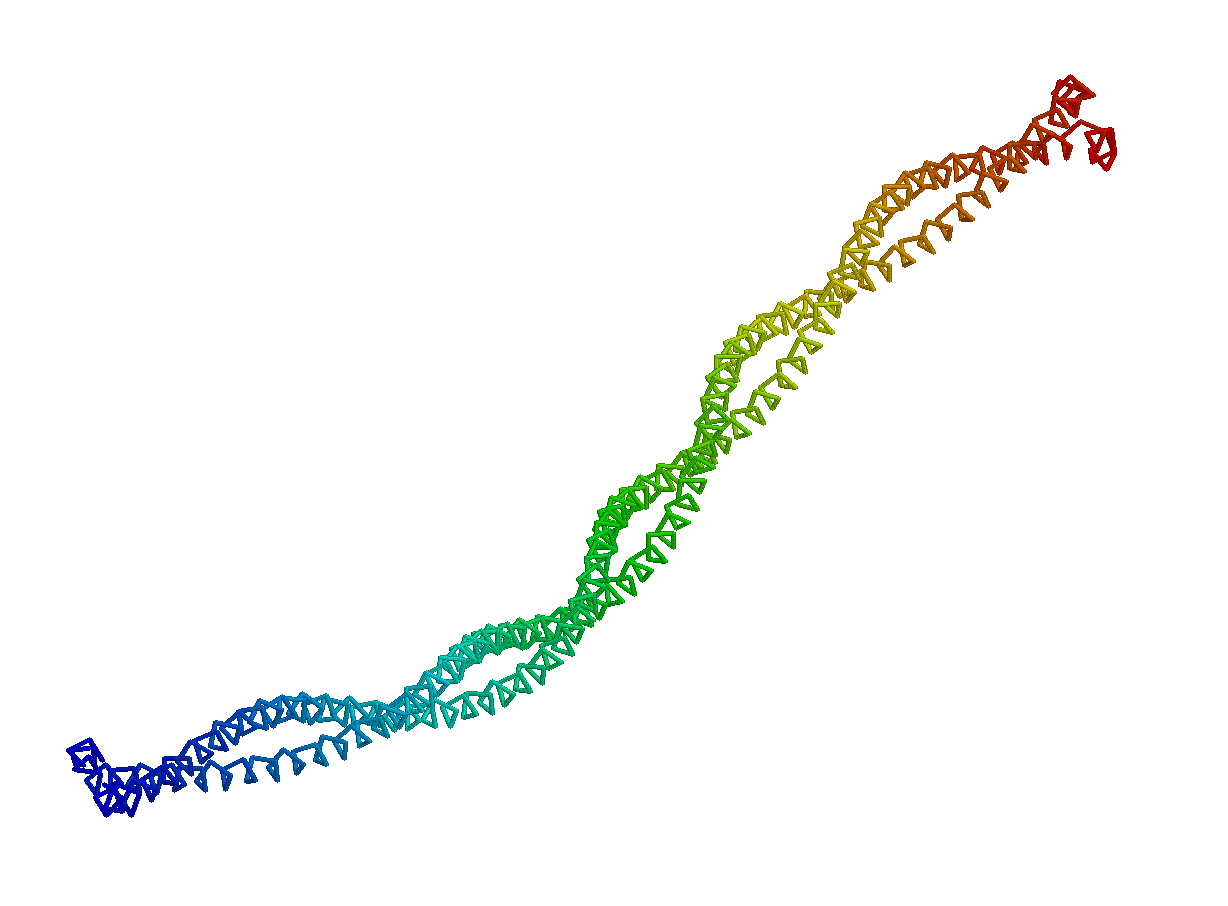
Estrutura proteica da tropomiosina.

Tropomiosina é uma proteína longa e fina, constituída por duas cadeias polipeptídicas enroladas em forma de hélice, que se liga à actina durante o processo de contração muscular.
Ligam-se entre si pelas extremidades, formando longos filamentos que sustentam a forma em hélice de actina. 
A tropomiosina é a responsável pela cobertura dos locais de ligação da actina G à miosina.